# Rathaus (Heckholzhausen)

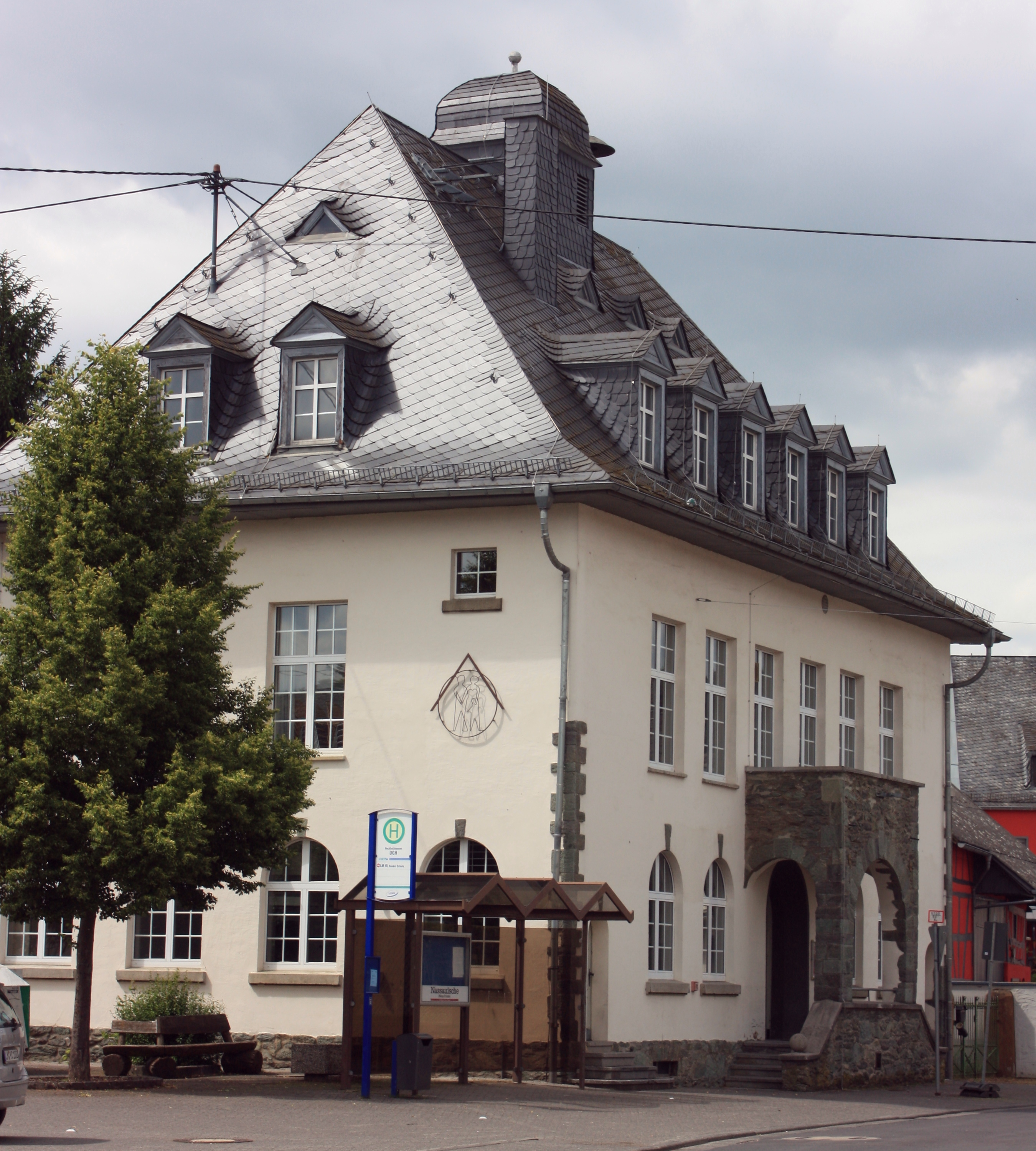
Ehemaliges Rathaus in Heckholzhausen

Das Rathaus in Heckholzhausen, einem Ortsteil der Gemeinde Beselich im mittelhessischen Landkreis Limburg-Weilburg, wurde im Jahr 1927 errichtet, als die Gemeinde Heckholzhausen mit ihren Basaltsteinbrüchen und der Anbindung an die Kerkerbachbahn einen gewissen Wohlstand besaß. Das ehemalige Rathaus an der Oberdorfstraße 3 ist ein geschütztes Kulturdenkmal.
Der neuklassizistische Putzbau mit Eckquaderung hat einen Eingangsaltan und rundbogige Erdgeschossfenster mit Keilsteinen. Das verschieferte Walmdach mit Dachgauben wird von einem Dachreiter mit Dachknauf bekrönt.

## Geschichte
Im Zuge der Gebietsreform in Hessen wurde am 31. Dezember 1970 der Nachbarort Obertiefenbach der Verwaltungssitz der neu gebildeten Gemeinde Beselich. Hierdurch erfuhr das Gebäude die veränderte Nutzung als Dorfgemeinschaftshaus. Nach der grundlegenden Renovierung wird das Gebäude seit September 2007 als Bürgerhaus genutzt.